# 吳國相
吳國相（1517年—？），字楹甫，號泰峰，山東登州衛旗籍直隸泰州人，明朝政治人物。

## 生平
嘉靖十九年（1540年）庚子科山東鄉試第四十七名舉人。嘉靖二十六年（1547年）中式丁未科會試第三十名，登第二甲第三十名進士。都察院觀政，授南京户部主事。

## 家族
曾祖吳景；祖父吳滽；父吳鈺。前母李氏；母張氏。慈侍下。兄国仕、國臣。子吴聘赵。